# 柳布恰

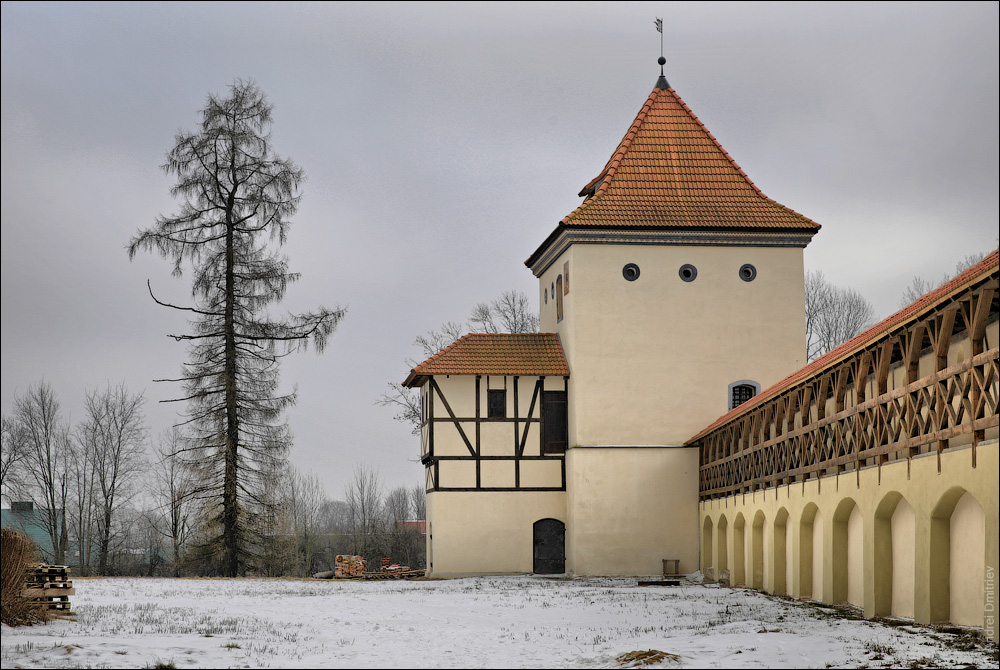
柳布怡修复后的古建筑

柳布恰是白俄羅斯的城鎮，位於新格魯多克東北26公里的尼曼河左岸，海拔高度142米，2009年人口1,300。第二次世界大戰期間，納粹德國在1941年6月26日至1944年7月8日佔領該鎮。

## 外部連結
- Lubcha's Castle (bel.)
- Photos on Radzima.org （页面存档备份，存于）
- Views of the castle and town （页面存档备份，存于）
- Coat of arms of Lubcha[永久] (rus.)
- Lubcha's history (rus.)